# عجروف

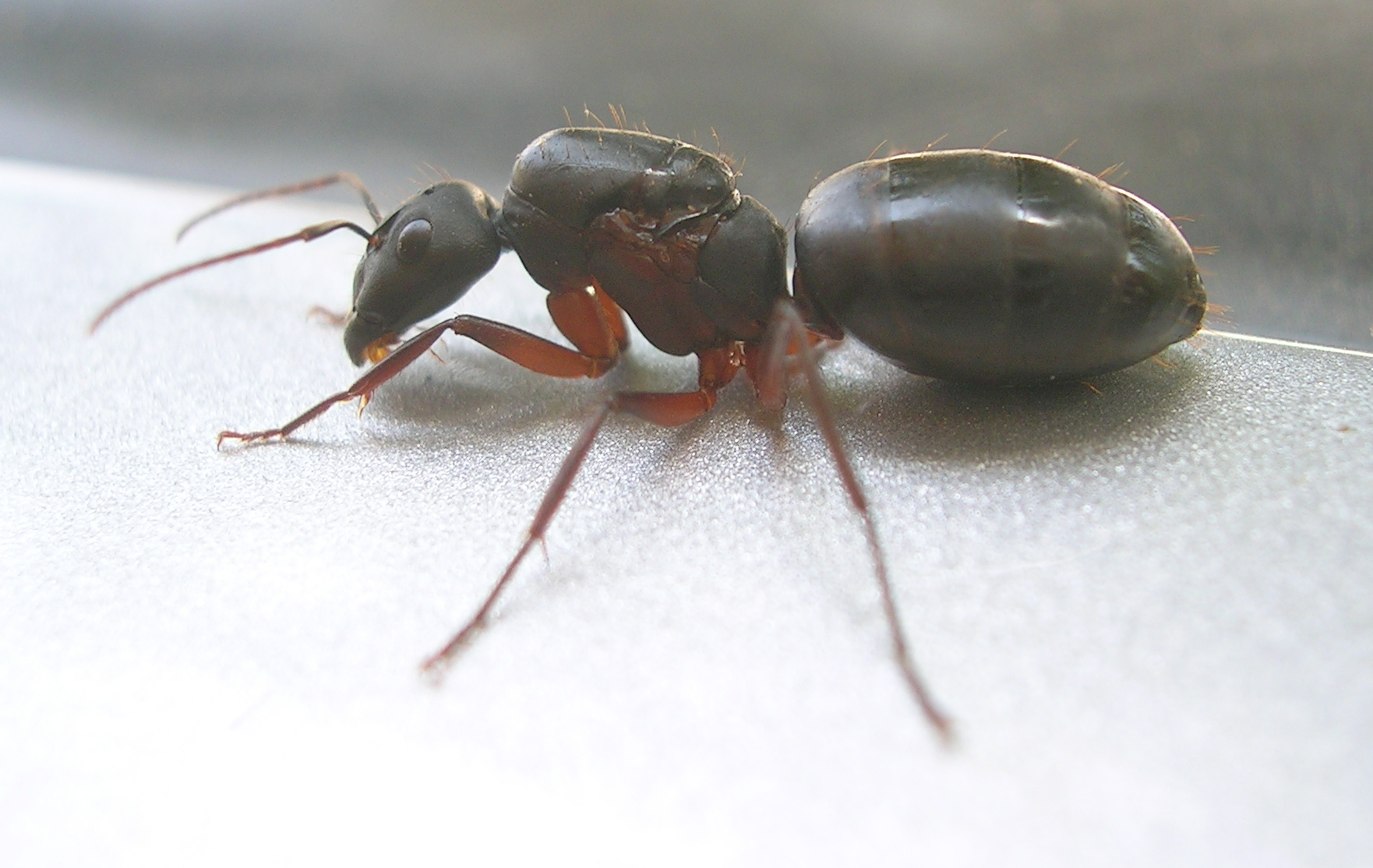
عُجروف في (Jalandar) ببنجاب (الهند)

عُجروف وفي عُمان والإمارات جعروف (يعروف)، وهي نملة سوداء